# Contradomínio

Contradomínio (cinza), imagem (amarelo) e domínio (verde) na versão brasileira (igual à inglesa). Na versão portuguesa, o conjunto cinza é o conjunto de chegada, e o amarelo é o contradomínio (por vezes também designado conjunto das imagens ou, simplesmente, imagem).

Em matemática, o contradomínio (português brasileiro) ou conjunto de chegada (português europeu) de uma função é o conjunto que contém todas as imagens (ou saídas, ou elementos dependentes) possíveis para a função. Assim, se o conjunto B é o contradomínio de uma função f, todos os valores de f(x) devem pertencer a B. Na notação {\displaystyle g:X\rightarrow Y}, o conjunto Y é o contradomínio (conjunto de chegada) da função g e é igual ou contém a imagem da função. O contradomínio de uma função f também é chamado de codomínio e abreviado como CD(f).
O contradomínio é parte de uma função f se ela for definida como descrito em 1954 por Nicolas Bourbaki, a saber, como uma tripla (X, Y, F), em que F é um conjunto funcional do produto cartesiano X × Y e X é o conjunto de primeiras componentes dos pares em F (o domínio). O conjunto F é chamado de gráfico da função. O conjunto de todos os elementos da forma f(x), em que x percorre todos os elementos do domínio X, é chamado de imagem de f. Em geral, a imagem de uma função é um subconjunto de seu codomínio. Assim, ela pode não coincidir com o contradomínio. De fato, uma função que não é sobrejetiva tem elementos y em seu contradomínio para os quais a equação f(x) = y não possui qualquer solução.

## Exemplos
Funções com contradomínios diferentes são, a rigor, diferentes, mesmo que sejam dadas pela mesma lei de associação:
- {\displaystyle f:[0,\infty )\rightarrow \mathbb {R} }, dada por {\displaystyle f(x)=x^{2}};
- {\displaystyle h:\mathbb {R} \rightarrow [0,\infty )}, dada por {\displaystyle h(x)=x^{2}} e
- {\displaystyle g:[0,\infty )\rightarrow [0,\infty )}, dada por {\displaystyle g(x)=x^{2}}.

A função {\displaystyle f} é injetora, enquanto {\displaystyle h} é sobrejetora e {\displaystyle g} é bijetora.
Costuma-se representar uma função por sua lei genérica, sem explicitar o domínio ou o contradomínio. Nestes casos, eles devem ser considerados de forma implícita como os maiores possíveis. Por exemplo, quando se fala na função real {\displaystyle y={\sqrt {x}}}, supõe-se que o domínio é o maior subconjunto dos números reais possível, ou seja, o intervalo {\displaystyle [0,\infty )}, e o contradomínio é o conjunto {\displaystyle \mathbb {R} } dos números reais.
Definição alternativa:
Uma definição alternativa de função dada por Bourbaki [Bourbaki, op. cit., p. 77], simplesmente como um gráfico funcional, não inclui um contradomínio e também é amplamente utilizada. Por exemplo, em teoria de conjuntos é desejável permitir que o domínio de uma função seja uma classe própria X, e neste caso, não existe formalmente uma tripla (X, Y, F). Com esta definição as funções não têm um contradomínio, embora alguns autores ainda utilizem informalmente depois de introduzir uma função na forma f: X → Y.

## Em Portugal
O contradomínio de uma função é o conjunto das imagens da função. Assim, se o conjunto B é o contradomínio de uma função f, todos os valores de f(x) pertencem a e perfazem B. Na notação {\displaystyle f:X\rightarrow Y}, ao conjunto Y é chamado conjunto de chegada da função f, que pode ser igual a ou, simplesmente, conter o conjunto B.
Nos exemplos acima, apenas os conjuntos de chegada das funções h e g são iguais. Já o contradomínio, é o mesmo para a três, {\displaystyle [0,\infty )}.